# Валґевялья
Ва́лґевялья (ест. Valgevälja küla) — село в Естонії, у волості Рідала повіту Ляенемаа.

## Населення
Чисельність населення на 31 грудня 2011 року становила 14 осіб.

## Географія
Поблизу села проходить автошлях 31 (Хаапсалу — Лайкюла).